# Romániai magyar kottakiadás
A romániai magyar kottakiadás a kisebbségi sorsba került romániai magyarság magyar zenei és tánc életének fennmaradását szolgálta.

## A két világháború közt
A két világháború között elsősorban a kórusművekre összpontosult, és csak szórványosan jelent meg egyéb műfaj keretébe sorolható anyag. A Romániai Magyar Dalosszövetség a tag-énekkarok számára biztosított műsoranyagot Andrási Ede, Bródy Miklós, Delly-Szabó Géza, Fövenyessy Bertalan, Haják Károly, Harmat Artúr, Hoffmann Ferenc, Kárpáti Sándor, Klicka József, Lányi Ernő, Nemes Elemér, Ország Tivadar, Tárcza Bertalan, Veress Gábor, Zöld Károly műveiből. Az Erdélyi Iskola a zenei nevelésben hasznosítható magasabb igényű, modern anyagot igyekezett a tanítók-tanárok számára hozzáférhetővé tenni népdalok, népdalfeldolgozások, kánonok, továbbá Bárdos Lajos, Deák Bárdos György, Gräff Kálmán, Halmos László, Kerényi György, Kodály Zoltán, Veress Sándor művei közlésével. Nagy népszerűségnek örvendett az Ifjú Erdély kiadásában megjelent két daloskönyv, a több kiadást megért Zengjen hálaének! (1926) és A mi dalaink (1936-43). A temesvári Moravetz Testvérek zenepedagógiai munkák mellett önálló szerzeményeket is megjelentetett.
A kolozsvári Minerva RT zenei gyűjteményekkel (Nemes Elemér, Veress Gábor daloskönyve és hegedűiskolája), Risznerné Kozma Ida néhány nótájával és Kotsis Mária Cecília tankönyveivel (I-IV. 1938) gyarapította az időszak kottakiadását. Az aradi Diecezana Sztojka Anna tankönyveinek biztosított megjelenési lehetőséget (I-IV. 1923-24).
Delly-Szabó Géza számos művét maga adta ki ízléses kivitelben (Nótabokréta 3 füzetben, 1925; Férfiének férfikarra, Bárd Oszkár versére, 1926; Eredeti székely, csángó és kalotaszegi népdalok 5 füzetben, 1926-32; Missa Solemnis, 1932; Az én két asszonyom, Góg és Magóg fia vagyok, Ady verseire, 1939; Béke elégia, Albius Tibullus versére, 1940). Hasonlóképpen saját kiadásban jelentette meg kottaanyagot is tartalmazó csángó gyűjteményét Domokos Pál Péter is (A moldvai magyarság, 1931, 1934, 1941; Mert akkor az idő napkeletre fordul, 1940).

## A II. világháború után
A második világháború után egymást kiegészítve több fórum biztosította a kottakiadás folyamatosságát. Első helyen a bukaresti Zeneműkiadót kell megemlíteni, mely a Zeneszerzők Szövetsége tagjainak műveit jelentette meg – műfaji válogatás nélkül, szöveges művek esetében két nyelven: románul és magyarul. Itt láttak napvilágot Birtalan József kórus- és Chilf Miklós zongorafüzetei, Csíky Boldizsár zenekari partitúrái, köztük a Vitézi énekek (1976) és szimfonikus képei A hegy c. alatt (1980), Hubbes Walter gyermekkórusai, Jodál Gábor zongoraszonatinája és Divertimentója (1968), kortárs költők verseire komponált kórusművei, Márkos Albert Simfonie concertanteja (1976), Oláh Tibor csángókantátája, első szimfóniája, klarinét szólószonátája, hegedű-zongora szonatinája és Végtelen Oszlop c. alkotása (1966), Szabó Csaba vonósnégyese, kórusfüzete, Dsida-dalai, Terényi Ede madrigáljai, első vonósnégyese és In memoriam Bakfark c. szimfóniája (1983), Winkler Albert lapádi ciklusa, zongoradarabjai, szimfóniája, valamint Zoltán Aladár I-II. szimfóniája, korondi táncai, zenekari kíséretes dalciklusa, gyermekkórusa és Petőfi-dalfüzete (1975).
1948-tól a Bartók Béla Dalosszövetség bocsátott a régi és új énekkarok karvezetőinek rendelkezésére értékes, népi forrásokat hasznosító kórusirodalmat: Ádám Jenő, Bartók Béla, Bárdos Lajos, Halmos László, Kodály Zoltán, Péter József, Veress Sándor, Vikár Sándor műveit.
A bukaresti Népi Alkotások Központi Háza két vegyes énekkari kötetet jelentetett meg, s kiadta Zoltán Aladár két kórusfüzetét. Az egyes megyei alkotóházak helyi népzenei anyagot közöltek, ilyen az 1970-es években Arad megyében Gulácsi Zoltán és Apácai Bölöni Sándor gyűjtése, Hargita megyében Imets Dénesé, Kovászna megyében Almási István, Benczédi Huba több füzete s egy Benczédi szerkesztette kóruskötet, Szatmár megyében B. Albert György és Bura László, valamint Fejér Kálmán és Zolcsák Miklós népdalgyűjtése. Szilágy megye alkotóháza Balogh Dezső füzetét gondozta, Temes megye alkotóháza pedig Mikes Marcell dalainak egy részét adta ki kétnyelvű szöveggel. E fórumok közül leggazdagabb a Maros megyeinek a tevékenysége. Itt látott napvilágot Zoltán Aladár több füzete, köztük a Veress Zoltán verseire írott ciklus, valamint a kórusirodalom fejlődését szemléltető válogatás I. kötete (1972). Ugyancsak itt jelent meg Szabó Csaba több népdalfeldolgozása, majd az 1970-es években középkori erdélyi latin költők verseire szerzett madrigálsorozata s néhány harmonika-füzete.
Az 1950-es években az Állami Irodalmi és Művészeti Kiadó is helyet szorított néhány zenei kiadványnak, így Zoltán Aladár kantátájának, Jagamas János gyermekkari füzetének, Eisikovits Mihály dalkötetének, Kardos István román költők verseire írott dalainak, s itt jelent meg a Faragó-Jagamas-féle Moldvai csángó népdalok és népballadák c. jelentős gyűjtemény. 1970-től a Kriterion Könyvkiadó biztosított helyet évről évre jelentős gyűjtéseknek, monográfiáknak. Zenei szempontból is rangos kiadványa Kallós Zoltán két kötete (Balladák könyve, 1970 és Új guzsalyam mellett, 1973), a Seprődi-féle gyűjtés (1974) és Jagamas Jánosnak Faragó Józseffel közösen összeállított országos jellegű munkája (Romániai magyar népdalok, 1974). Egy-egy tájegység zenei ballada-kincsét mutatja be Albert Ernő-Faragó József-Szenik Ilona háromszéki (1973), Ráduly János-Szabó Piroska kibédi (1975) és Bura László-Albert György-Orosz Márta szatmári (1978) gyűjtése. Itt jelent meg Almási István Szilágy megyei zenei monográfiája (1979), Boros Zoltán Énekben hallottam... c. régi magyar világiének-gyűjteménye (1981) és Magyaró énekes zenéje címen Jagamas János, Palkó Attila, Zsigmond József közös munkája (1984). Gyermekkórusoknak is kínál kottaanyagot László-Bakk Anikó Erdő mélyén, esti csendben (1974) c. gazdag kánongyűjteménye, valamint Vermesy Péter és Szilágyi Domokos közös kötete, a Pimpimpáré (1976).
A George Dima Zeneművészeti Főiskola tanárainak egy csoportja az 1960-as évek végén s az 1970-es évek során fénymásolatban tette közzé néhány művét. Ezek közül Jodál Gábor G. Lesnea szövegére írt Bistriţa aurie c. alkotása, hat székely népdala s három zongorára írott darabja mellett Szalay Miklós Cselló-zongoraszonátája említhető. Az itt megjelent művek legtöbbjén Terényi Ede nevével találkozunk, főiskolai kiadványai között Ady-ciklusa, Bartók tiszteletére írt szonátája, József Attila verseire készült dalcsokra és kórusa, a Brâncuşi emlékét idéző Csodamadár s a Gáláns táncok c. kiadvány szerepel.
A Tanügyi és Pedagógiai Könyvkiadó zenei tankönyvek mellett két gyűjteményt hozott forgalomba: Szabó M. Kláráét (Dalolj velünk, 1972, 1977), valamint Birtalan József és Szász Károly válogatását (Szállj, szép szavú dal, 1972 és 1983).
Rendszeresen közölt kórusműveket a Művelődési Útmutató, ill. Művelődés, egykori mellékleteiben a Napsugár is.
Műfaji szempontból a kottakiadásban képviselve van – hullámzó arányban – tankönyv, népdalgyűjtemény, énekhang zongorakísérettel, zongoradarab, szimfonikus, vokál-szimfonikus és könnyűzene, operarészlet s mindenekfelett a kórusmű.